# Zofia Chomczyk
Zofia Chomczyk – polski filozof i pedagog, prezes Polskiego Towarzystwa Nauczycieli.
Kierowała Krajowym Zespołem ds. Izb Nauczycielskich przy Krajowej Sekcji Oświaty i Wychowania NSZZ „Solidarność” (do 1992 r.). Kierowała opracowaniem projektu „Ustawy o Samorządzie Zawodowym Nauczycieli” (od 1991 r.), a następnie uczestniczyła w pracy nad tym projektem w Senacie RP (w 1993 r.). Inicjatorka i Prezes Polskiego Towarzystwa Nauczycieli (rejestr. w KRS 24.02.1994 r.). Pracowała społecznie w Zarządzie NSZZ „Solidarność” Oświaty w Warszawie-Śródmieście (w latach 1990 - 1995).
Przewodnicząca Zespołu Redakcyjnego „Kodeksu Etyki Nauczycielskiej” (wyd.1, biuletyn Polskie Towarzystwo Nauczycieli), (wyd.2, Busola, 1995 r.), (wyd.3, PTN 1997 r.). Autorka i współautorka  artykułów i publikacji dotyczących  wychowania i szkolnictwa, etyki zawodu nauczyciela, aspektów etycznych z zakresu rehabilitacji.  
Przyczyniła się do wydania pracy w zakresie dialektologii języka polskiego, autorstwa Zofii Korzeńskiej.  
Ekspert w Ministerstwie Edukacji Narodowej (do 2002 r.)

## Publikacje
- Kodeks Etyki Nauczycielskiej, przewodnicząca Rady Redakcyjnej : Zofia Chomczyk, Wydawnictwo: Polskie Towarzystwo Nauczycieli, Apostolicum, wyd. 3, Warszawa, 1997.[3]
- Kodeks Etyki Nauczycielskiej (Polskiego Towarzystwa Nauczycieli) w : Encyklopedia Pedagogiczna XXI Wieku, Tom II, s. 631-634, Wyd. Akademickie Żak, Warszawa, 2003.
- Wychowanie do Starości: Materiały posympozjalne pod red. Zofii Chomczyk, Polskie Towarzystwo Nauczycieli, Warszawa 2001 r. (Biuletyn PTN z tekstami sympozjalnymi został zatwierdzony przez Ministra Oświaty i Wychowania jako lektura pomocnicza do lekcji wychowawczych w szkołach średnich)[4].

## Odznaczenia
- Medal Komisji Edukacji Narodowej.